# Hintere Gstemmerspitze
Hintere Gstemmerspitze (2090 m n. m.) je hora ve Wölzských Taurách na území rakouské spolkové země Štýrsko. Nachází se v hřebeni, který vybíhá západním směrem od vrcholu Plannerknot (1996 m), mezi vrcholy Plannerseekarspitze (2072 m) na východě a Mittlere Gstemmerspitze (2104 m) na severozápadě. Jižní svahy hory klesají do kotle Plannerkessel, severní do údolí potoka Kothüttenbach. Na severním úbočí hřebene, který spojuje Hintere Gstemmerspitze a Plannerseekarspitze, se rozkládá malé bezejmenné jezero.

## Přístup
- po značené turistické trase č. 16 od rozcestí Plannerknot
- po značené turistické trase č. 17 ze střediska Planneralm